# الحيزة
الحيزة قرية سوريّة تتبع إداريّاً لمحافظة حلب منطقة منبج ناحية أبو قلقل، بلغ تعداد سكانها 461 نسمة حسب التعداد السكاني لعام 2004. واغلب سكانها من قبيلة الدليم عشيرة البوخميس فخذ الفريجات[بحاجة لمصدر] ولقد تم زيارة القرية في العام 2011م من قبل رياض حجاب وزير الزراعة